# 卡爾·圖斯堡
卡爾-海因茨·維爾納·圖斯堡（丹麥語：Karl-Heinz Werner Toosbuy，1928年2月23日—2004年6月8日）是一名丹麥商人，丹麥鞋業公司ECCO的創始人和所有者。
圖斯堡接受過鞋匠培訓，在他30歲出頭時，已經在哥本哈根經營一家工廠。1963年，他與妻子比爾特（Birte）和女兒漢妮搬到丹麥西海岸的布雷澤布羅，就在德國邊境以北。圖斯堡在一個空蕩蕩的工廠裡創辦了ECCO。
圖斯堡於2004年6月8日逝世，享年76歲。